# Hans von Rebenburg
Johann („Hans“) Baptist Ludwig Karl Händl Edler von Rebenburg (* 24. Juni 1834 in Vordernberg; † 24. Februar 1917 im Schloss Stibichhofen, Trofaiach) war Industrieller in der Obersteiermark.

## Vorfahren

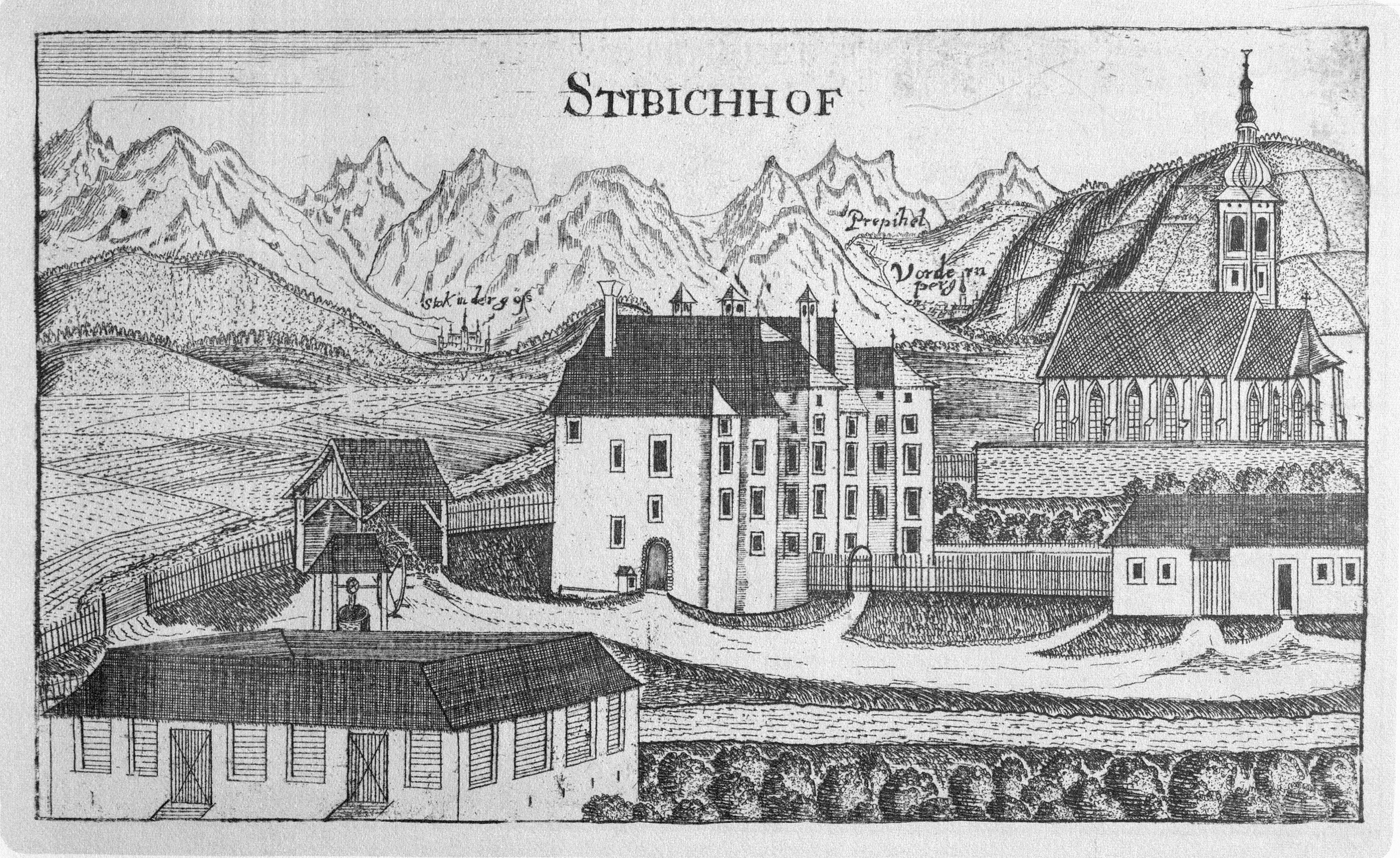
Schloss Stibichhofen

Der Großvater von Hans von Rebenburg war Johann Nepomuk Händl von Rebenburg. Er war Besitzer der Herrschaft Ober-Lichtenwald im Savetal in Slowenien (damals Untersteiermark). Er wurde 1823 für seine Verdienste um das Schulwesen geadelt. Bei der von ihm 1802 erworbenen Burg Ober-Lichtenwald hat er einen Park und einen Weingarten anlegen lassen. Davon kam auch sein Adelsname „Rebenburg“.
Ein weiterer Sohn von Johann Nepomuk von Rebenburg war Anton von Rebenburg, ein Major der Tiroler Kaiserjäger und Schwager von Erzherzog Johann, da er mit Anna Plochls Schwester Luise verheiratet war.
Die Vorfahren seiner Mutter waren seit vielen Generationen als Unternehmer im Eisenwesen erfolgreich tätig. Unter anderem gehörte ihnen das Radwerk Nummer IX in Vordernberg.

## Leben

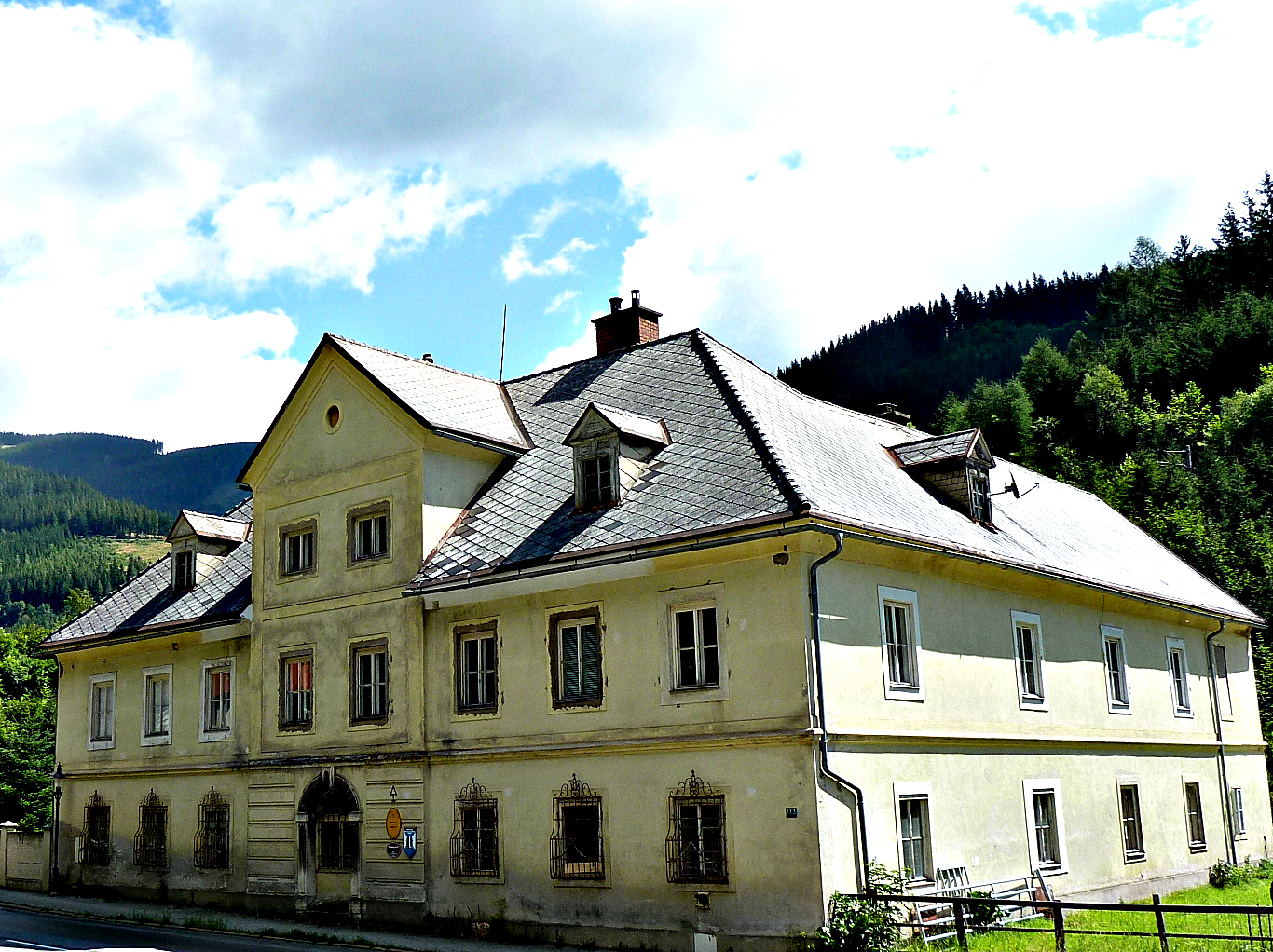
Gewerkenhaus Rebenburg Vordernberg

Hans von Rebenburg war der Sohn von Ludwig von Rebenburg (1806–1877) und Katharina von Schragl (1807–1862).
Er heiratete 1856 Anna von Seßler aus einer Radmeisterfamilie. Die Ehe blieb kinderlos. Nach dem Tod seiner Mutter erbte er 1862 das Radwerk IX und den Liegenschaftsbesitz der Schragl. Im selben Jahr erwarb Hans von Rebenburg das Schloss Stibichhofen in Trofaiach samt zirka 12 Hektar Wiesenflächen, das in den nächsten Jahrzehnten sein Hauptwohnsitz war.
1871 verkaufte er das Radwerk IX, behielt aber die 780 Hektar große Eigenjagd Ramsbachhube im Trofaiacher Gößgraben. Dieses Jagdrevier verkaufte er 1906 an den Wiener Kohlengroßhändler Rudolf von Gutmann.
Das in Vordernberg noch heute bestehende Gewerkenhaus des Radwerkes IX wird nach wie vor „Rebenburg“ genannt. Die ursprünglich dazugehörenden großen Radwerksgebäude wurden abgebrochen, der Rest davon im Jahre 1975.

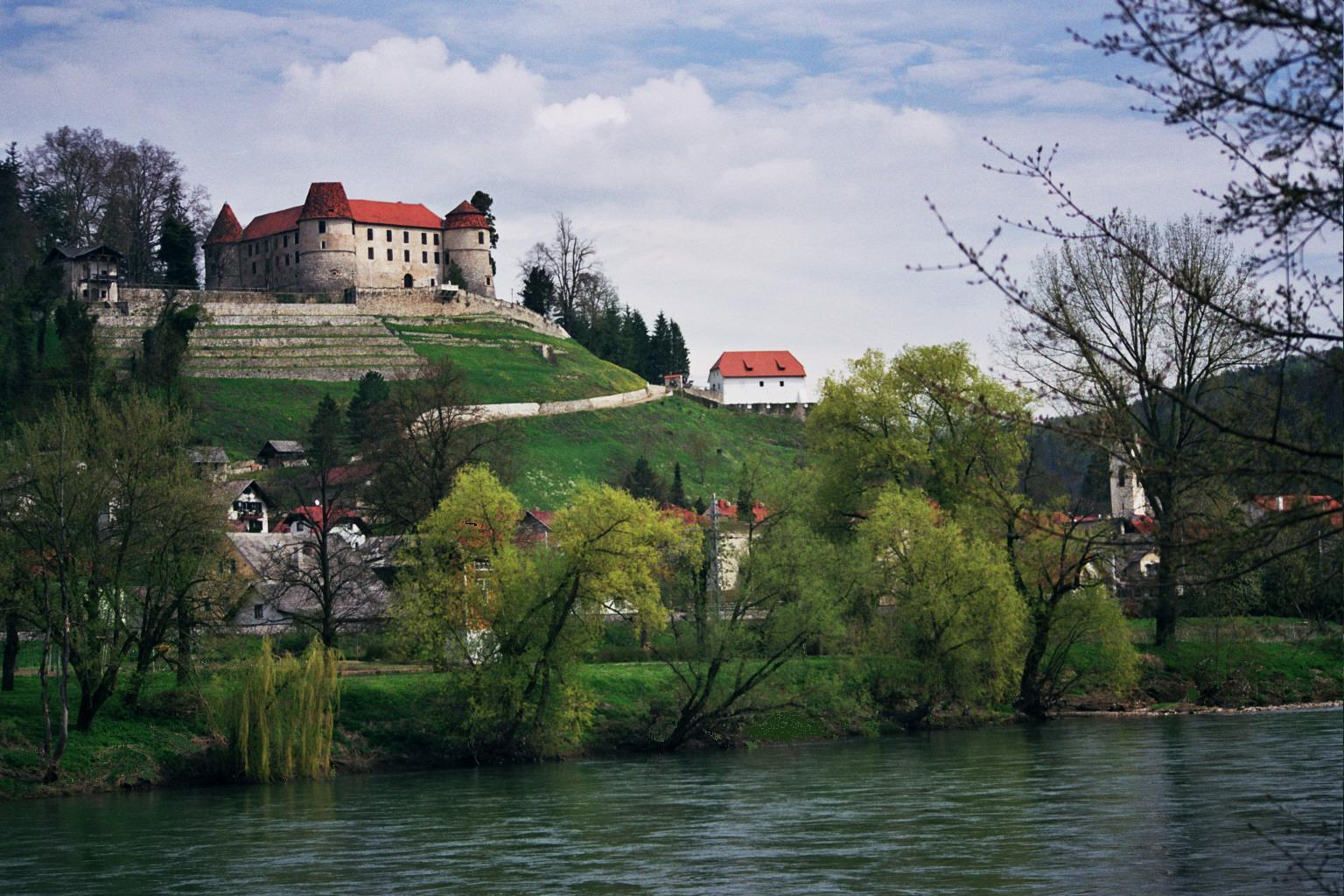
Burg Ober-Lichtenwald - Sevnica

Rebenburg verkehrt in höchsten Kreisen. Die Laibacher Zeitung vom 17. März 1829 berichtete: „Gestern sind seine kaiserliche Hoheit der durchlauchtigste Erzherzog Johann von Cilli hier angekommen. Der Herr von Ober-Lichtenwald Johann Haendl von Rebenburg fuhr dem hohen Gaste eine Strecke des Weges entgegen und führte darauf seine kaiserliche Hoheit nach seinem Schloss Ober-Lichtenwald, wo schon alles zum feierlichen Empfange Höchstdesselben bereitet war. Tags darauf begaben sich seine kaiserliche Hoheit nach Rann um daselbst mit den hier ansässigen Mitgliedern der steyermärkischen Landwirtschafts-Gesellschaft über einige Gegenstände der Agrikultur Rücksprache zu halten.“ Wenn Kaiser Franz Joseph I. in der Radmer Jagdurlaub machte, hat er oft adelige Gäste aus der Umgebung zu einer Treibjagd eingeladen. Bei den Eingeladenen war häufig auch Hans von Rebenburg dabei.

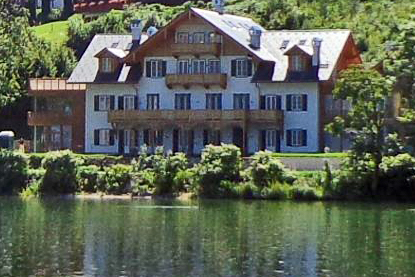
Villa Rebenburg am Grundlsee

Hans von Rebenburg war auch Besitzer einer Villa in Archkogl am Grundlsee, die er 1869 an dessen Ufer errichten ließ. In dieser Villa haben Jahre später, um das Jahr 1930, Sigmund Freud und seine Familie mehrfach Urlaub gemacht. Die Villa Rebenburg gibt es auch noch heute, sie wurde renoviert und umgebaut und enthält jetzt Apartmentwohnungen.
Hans von Rebenburg war Ehrenbürger der Gemeinden Trofaiach, Gai und Bad Aussee. Bei verschiedenen Anlässen zeigte er sich häufig als großzügiger Spender.
Hans von Rebenburg starb am 24. Februar 1917.

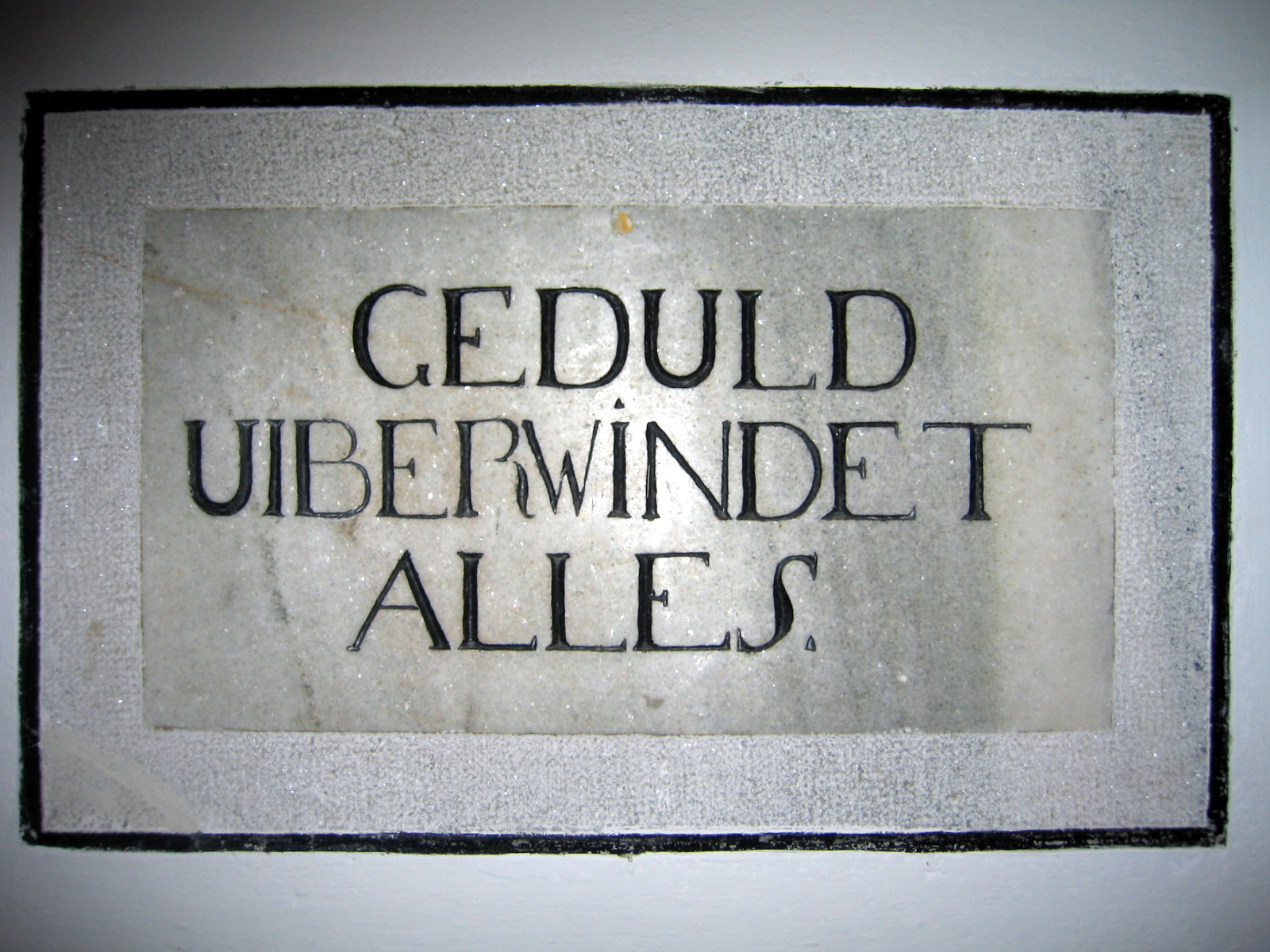
Geduld überwindet alles

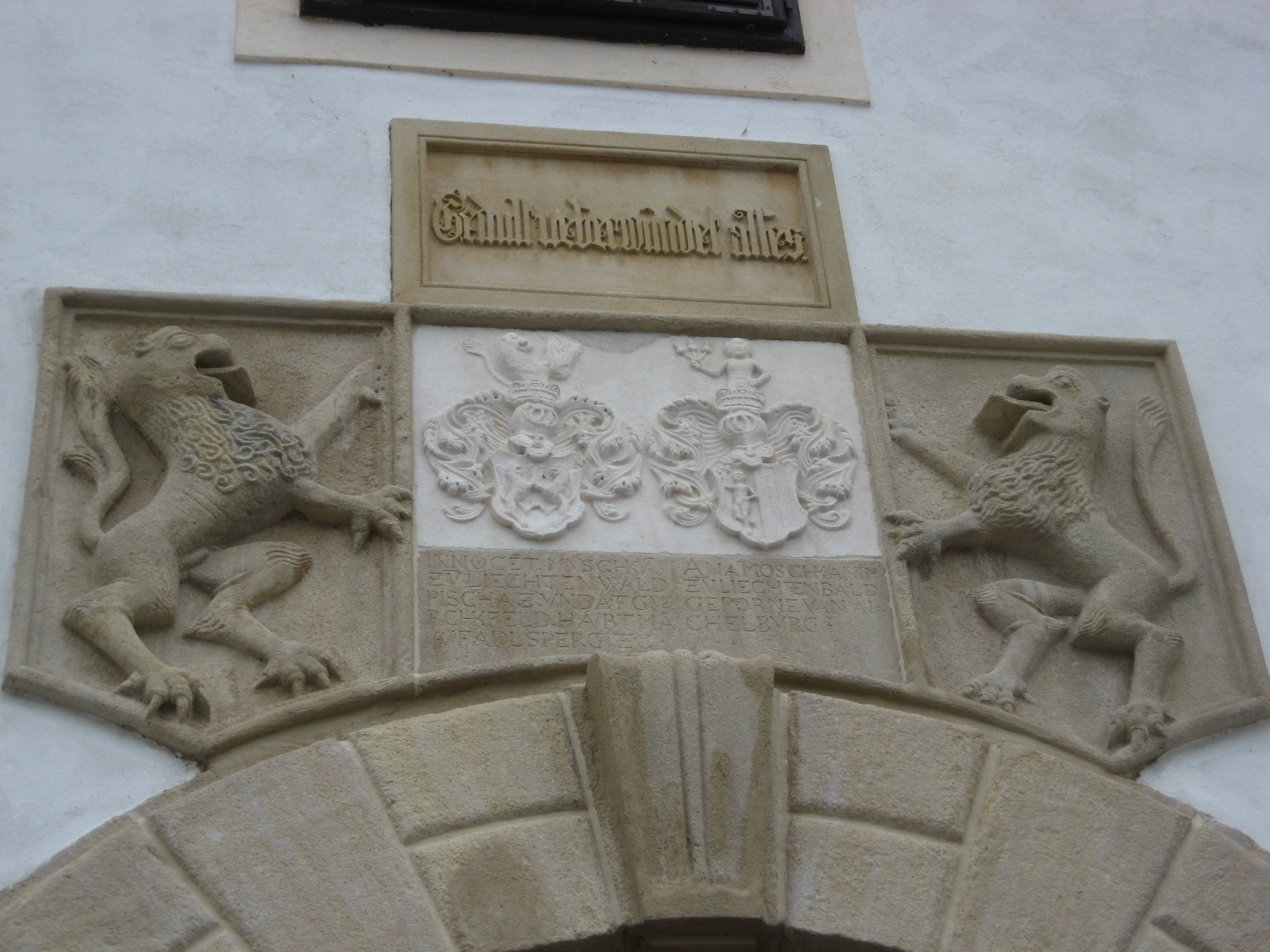
Geduld überwindet alles

Im Erdgeschoss von Schloss Stibichhofen gibt es eine Inschrift mit dem Text „Geduld überwindet alles“. Eine gleichlautende Inschrift gibt es auf dem Schloss Sevnica/Ober Lichtenwald im Savetal, was ein Hinweis darauf ist, das die Inschrift in Trofaiach von der Familie Rebenburg stammt. Nach Hans von Rebenburg ist die Trofaiacher Rebenburgasse benannt.
Nach Hans von Rebenburg wurde Alexander Johann Kyd von Rebenburg (16. Juli 1888 – 29. November 1964), der Nachkomme von Marie Kyd (geb. von Rebenburg), einer Schwester von Hans von Rebenburg neuer Besitzer von Stibichhofen. Das Schloss Stibichhofen hat Alexander Kyd von Rebenburg am 23. Oktober 1953 an die Evangelische Pfarrgemeinde verkauft. Am 6. Mai 1954 wurde das Evangelische Gemeindehaus in Trofaiach feierlich eröffnet. Seit 9. April 1955 besteht die eigenständige Evangelische Pfarrgemeinde Trofaiach. Das Schloss dient der Evangelischen Pfarrgemeinde als Schlosskirche, Pfarramt und Jugendherberge. Seit 1976 ist im Erdgeschoss von Schloss Stibichhofen auch das Stadtmuseum Trofaiach untergebracht.